# Taborio
Taborio é uma localidade do Kiribati.